# Rollerski-Weltcup 2010
Der Rollerski-Weltcup 2010 begann am 18. Juni im deutschen Markkleeberg und endete am 26. September im griechischen Thessaloniki.

## Austragungsorte
Die Rennen fanden ausschließlich in Europa statt.
| Markkleeberg: - 18.–20. Juni 2010 Cesana San Sicario: - 24. Juni 2010 Sestriere: - 25. Juni 2010 Turin: - 26. Juni 2010 Sestriere: - 27. Juni Schwarzwald: - 23.–25. Juli 2010 Aure/Kristiansund: - 11. August 2010 Kristiansund: - 13. August 2010 | Aure/Kristiansund: - 14. August 2010 Oroslavje: - 4. September 2010 Prato Nevoso: - 10. September 2010 Cuneo: - 11. September 2010 Chiusa di Pesio - 12. September 2010 Thessaloniki: 25. und 26. September 2010 |  |

## Männer

### Weltcup-Übersicht
| Datum              | Austragungsort     | Disziplin                           | Sieger                                            | Zweiter                                        | Dritter                                        |
| ------------------ | ------------------ | ----------------------------------- | ------------------------------------------------- | ---------------------------------------------- | ---------------------------------------------- |
| 18. Juni 2010      | Markkleeberg       | 9,85 km Freistil Prolog             | Anders Svanebo                                    | Moian Nydal Hallvard                           | Joakim Engstroem                               |
| 19. Juni 2010      | Markkleeberg       | 165 m Sprint Freistil               | Alessio Berlanda                                  | Ragnar Bragvin Andresen                        | Sindre Wiig Nordby                             |
| 20. Juni 2010      | Markkleeberg       | 29,25 km Verfolgung Freistil        | Anders Svanebo                                    | Ragnar Bragvin Andresen                        | Moian Nydal Hallvard                           |
| 24. Juni 2010      | Cesana San Sicario | 6 km Freistil Prolog                | Wettkampf abgesagt                                | Wettkampf abgesagt                             | Wettkampf abgesagt                             |
| 25. Juni 2010      | Sestriere          | 11,5 km Verfolgung klassisch        | Wettkampf abgesagt                                | Wettkampf abgesagt                             | Wettkampf abgesagt                             |
| 26. Juni 2010      | Turin              | 0,1 km Sprint Freistil              | Wettkampf abgesagt                                | Wettkampf abgesagt                             | Wettkampf abgesagt                             |
| 27. Juni 2010      | Sestriere          | 4 × 2 km Team Sprint Freistil       | Wettkampf abgesagt                                | Wettkampf abgesagt                             | Wettkampf abgesagt                             |
| 23. Juli 2010      | Schwarzwald        | 6,8 km Berglauf klassisch           | Simone Paredi                                     | Anders Svanebo                                 | Paul Constantin Pepene                         |
| 24. Juli 2010      | Schwarzwald        | 0,2 km Sprint Freistil              | Jens Bjertnaes                                    | Alessio Berlanda                               | Igor Cuny                                      |
| 25. Juli 2010      | Schwarzwald        | 11,3 km Berglauf Freistil           | Anders Svanebo                                    | Simone Paredi                                  | Paul Constantin Pepene                         |
| 11. August 2010    | Aure/Kristiansund  | 24 km Freistil Massenstart          | Anders Svanebo                                    | Joakim Engstroem                               | Moian Nydal Hallvard                           |
| 13. August 2010    | Kristiansund       | 3 × 2 2 km Team Sprint Freistil     | Norwegen IVMagnus Frodahl Ragnar Bragvin Andresen | Italien IGlauco Roberto Pizzutto Simone Paredi | Norwegen IIJens Bjertnaes Hallvard Moian Nydal |
| 14. August 2010    | Aure/Kristiansund  | 0,2 km Sprint Freistil              | Ragnar Bragvin Andresen                           | Alessio Berlanda                               | Fatih Yuksel                                   |
| 4. September 2010  | Oroslavje          | 7 km Freistil Prolog                | Filip Kontak                                      | Ales Gros                                      |                                                |
| 10. September 2010 | Prato Nevoso       | 11,3 km klassisch 1                 | Simone Paredi                                     | Anders Svanebo                                 | Paul Constantin Pepene                         |
| 11. September 2010 | Cuneo              | 24,2 km Freistil Massenstart        | Ragnar Bragvin Andresen                           | Glauco Pizzutto                                | Simone Paredi                                  |
| 12. September 2010 | Chiusa di Pesio    | 200 m Sprint Freistil               | Ragnar Bragvin Andresen                           | Magnus Frodahl                                 | Emanuele Sbabo                                 |
| 25. September 2010 | Thessaloniki       | 10 km Berglauf Freistil Massenstart | Paul Constantin Pepene                            | Simone Paredi                                  | Eugenio Bianchi                                |
| 26. September 2010 | Thessaloniki       | 200 m Sprint Freistil               | Ragnar Bragvin Andresen                           | Jens Bjertnaes                                 | Eugenio Bianchi                                |

### Wertungen
| Rang | Name                    | Punkte |
| ---- | ----------------------- | ------ |
| 01.  | Simone Paredi           | 641    |
| 02.  | Ragnar Bragvin Andresen | 637    |
| 03.  | Anders Svanebo          | 614    |
| 04.  | Jens Bjertnaes          | 449    |
| 05.  | Hallvard Moian Nydal    | 339    |
| 06.  | Alessio Berlanda        | 326    |
| 07.  | Eugenio Bianchi         | 323    |
| 08.  | Joakim Engstrom         | 309    |
| 09.  | Paul Constantin Pepene  | 301    |
| 10.  | Igor Gluschkow          | 244    |
| 11.  | Fatih Yuksel            | 177    |
| 12.  | Erik Hänel              | 168    |
| 13.  | Glauco Pizzutto         | 166    |
| 14.  | Harald Treude           | 158    |
| 15.  | Cornel Puchianu         | 152    |
| 16.  | Magnus Frodahl          | 150    |
| 17.  | Sergio Bonaldi          | 147    |
| 18.  | Nikolai Bolschakow      | 129    |
| 19.  | Tobias Westman          | 126    |
| 20.  | Igor Cuny               | 122    |
| 21.  | Robin Norum             | 120    |
| 22.  | Gianluca Lorenzini      | 110    |
| 23.  | Anze Repansek           | 105    |
| 24.  | Maxim Ginijatow         | 104    |

| Rang | Name                  | Punkte |
| ---- | --------------------- | ------ |
| 25.  | Massimiliano Gioia    | 101    |
| 26.  | Witali Wodoresow      | 098    |
| 27.  | Lutz Preussler        | 092    |
| 28.  | Alexander Denisov     | 091    |
| 29.  | Benjamin Seifert      | 090    |
| 30.  | Emanuele Sbabo        | 078    |
| 31.  | Nicolas Perrier       | 074    |
| 32.  | Guillaume Berhault    | 070    |
| 33.  | Sindre Wiig Nordby    | 068    |
| 34.  | Jewgeni Bogdanow      | 066    |
|      | Markus Erler          | 066    |
| 36.  | Konstantin Kondratjew | 065    |
| 37.  | Jurij Propp           | 062    |
| 38.  | Timo Andre Bakken     | 056    |
|      | Martin Gillessen      | 056    |
| 40.  | Leonid Golubkow       | 055    |
| 41.  | Dimitrios Kappas      | 053    |
| 42.  | Vicenç Vilarrubla     | 050    |
| 43.  | Claudio Consagra      | 049    |
| 44.  | Jörg Faulhaber        | 046    |
| 45.  | Giovanni Gerbotto     | 045    |
| 46.  | Alexis Gkounko        | 044    |
|      | Igor Jesenovec        | 044    |
| 48.  | Kleanthis Karamichas  | 042    |

| Rang | Name                    | Punkte |
| ---- | ----------------------- | ------ |
|      | Marios Zantzos          | 042    |
| 50.  | Markus Jönsson          | 040    |
|      | Anze Andrejka           | 040    |
| 52.  | Carsten Pump            | 036    |
| 53.  | Matteo Quadrubbi        | 033    |
| 54.  | Andrei Alissow          | 030    |
| 55.  | Alexander Kriwolapow    | 028    |
| 56.  | Diego Ruiz              | 026    |
| 57.  | Wiktor Karassjow        | 026    |
| 58.  | Joseba Rojo             | 024    |
|      | Jürgen Treude           | 024    |
|      | Konsta Poslednitschenko | 024    |
| 61.  | Gabriele Caretta        | 023    |
| 62.  | Emil Brindbergs         | 022    |
|      | Hermann Schindler       | 022    |
| 64.  | Heinrich Hau            | 020    |
| 65.  | Javier Gutierrez        | 018    |
|      | Eleftherios Kyratsous   | 018    |
| 67.  | Laurent Montfort        | 017    |
| 68.  | Rico Schaller           | 012    |
| 69.  | Kevin Zemmrich          | 011    |
| 70.  | Carlos Lannes           | 010    |

## Damen

### Weltcup-Übersicht
| Datum              | Austragungsort     | Disziplin                           | Sieger                                  | Zweiter                                | Dritter                                   |
| ------------------ | ------------------ | ----------------------------------- | --------------------------------------- | -------------------------------------- | ----------------------------------------- |
| 18. Juni 2010      | Markkleeberg       | 9,85 km Freistil Prolog             | Alissa Perschakowa                      | Elena Rodina                           | Maria Magnusson                           |
| 19. Juni 2010      | Markkleeberg       | 165 m Sprint Freistil               | Guro Strøm Solli                        | Maria Magnusson                        | Mateja Bogatec                            |
| 20. Juni 2010      | Markkleeberg       | 19,55 km Verfolgung Freistil        | Elena Rodina                            | Maria Magnusson                        | Alisa Pershakova                          |
| 24. Juni 2010      | Cesana San Sicario | 6 km Freistil Prolog                | Wettkampf abgesagt                      | Wettkampf abgesagt                     | Wettkampf abgesagt                        |
| 25. Juni 2010      | Sestriere          | 11,5 km Verfolgung klassisch        | Wettkampf abgesagt                      | Wettkampf abgesagt                     | Wettkampf abgesagt                        |
| 26. Juni 2010      | Turin              | 0,1 km Sprint Freistil              | Wettkampf abgesagt                      | Wettkampf abgesagt                     | Wettkampf abgesagt                        |
| 27. Juni 2010      | Sestriere          | 4 × 2 km Team Sprint Freistil       | Wettkampf abgesagt                      | Wettkampf abgesagt                     | Wettkampf abgesagt                        |
| 23. Juli 2010      | Schwarzwald        | 6,8 km Berglauf klassisch           | Hanna Seppas                            | Monika Gyorgy                          | Elena Rodina                              |
| 24. Juli 2010      | Schwarzwald        | 0,2 km Sprint Freistil              | Guro Strøm Solli                        | Jewgenija Kurotschkina                 | Jelena Ektowa                             |
| 25. Juli 2010      | Schwarzwald        | 11,3 km Berglauf Freistil           | Monika Gyorgy                           | Hanna Seppas                           | Ionela Gabriela Leanca                    |
| 11. August 2010    | Aure/Kristiansund  | 24 km Freistil Massenstart          | Vibeke W Skofterud                      | Hanna Seppas                           | Ella Gjømle Berg                          |
| 13. August 2010    | Kristiansund       | 2 × 2 2 km Team Sprint Freistil     | Norwegen IIKathrine Harsem Barbro Kvåle | Norwegen IElla Gjømle Guro Strøm Solli | Russland IElena Rodina Alissa Perschakowa |
| 14. August 2010    | Aure/Kristiansund  | 0,2 km Sprint Freistil              | Hanna Falk                              | Guro Strøm Solli                       | Jewgenija Kurotschkina                    |
| 4. September 2010  | Oroslavje          | 7 km Freistil Prolog                | Wettkampf abgesagt                      | Wettkampf abgesagt                     | Wettkampf abgesagt                        |
| 10. September 2010 | Prato Nevoso       | 11,3 km klassisch 1                 | Hanna Seppas                            | Monika Gyorgy                          | Ionela Gabriela Leanca                    |
| 11. September 2010 | Cuneo              | 19,6 km Freistil Massenstart        | Guro Strøm Solli                        | Jelena Ektowa                          | Elena Rodina                              |
| 12. September 2010 | Chiusa di Pesio    | 200 m Sprint Freistil               | Guro Strøm Solli                        | Jewgenija Kurotschkina                 | Elena Rodina                              |
| 25. September 2010 | Thessaloniki       | 10 km Berglauf Freistil Massenstart | Monika Gyorgy                           | Hanna Seppas                           | Ionela Gabriela Leanca                    |
| 26. September 2010 | Thessaloniki       | 200 m Sprint Freistil               | Guro Strøm Solli                        | Jewgenija Kurotschkina                 | Elena Rodina                              |

### Wertungen
| Rang | Name                   | Punkte |
| ---- | ---------------------- | ------ |
| 01.  | Guro Strøm Solli       | 774    |
| 02.  | Elena Rodina           | 633    |
| 03.  | Hanna Seppas           | 594    |
| 04.  | Jewgenija Kurotschkina | 594    |
| 05.  | Jelena Ektowa          | 524    |
| 06.  | Monika Gyorgy          | 454    |
| 07.  | Erika Bettineschi      | 421    |
| 08.  | Gabriela Leance        | 317    |
| 09.  | Mateja Bogatec         | 304    |
| 10.  | Mateja Bogatec         | 212    |

| Rang | Name               | Punkte |
| ---- | ------------------ | ------ |
| 11.  | Kathrine Harsem    | 160    |
|      | Alissa Perschakowa | 160    |
| 13.  | Cindy Kiessig      | 143    |
| 14.  | Carina Gillessen   | 138    |
| 15.  | Laura Leoni        | 109    |
| 16.  | Hanna Falk         | 100    |
|      | Vibeke W Skofterud | 100    |
| 18.  | Ella Gjømle        | 092    |
| 19.  | Emanuela Zappala   | 078    |
| 20.  | Marina Firsowa     | 077    |

| Rang | Name               | Punkte |
| ---- | ------------------ | ------ |
| 21.  | Karolina Bicova    | 072    |
| 22.  | Nicole Wötzel      | 060    |
| 23.  | Xenija Konochowa   | 055    |
| 24.  | Katrin Höhnel      | 050    |
|      | Ida Ingemarsdotter | 050    |
| 26.  | Inna Saizewa       | 045    |
| 27.  | Jelena Nenjukowa   | 040    |
| 28.  | Theresa Monreal    | 038    |
| 29.  | Anne Laure Cuny    | 026    |
| 30.  | Ana Majdic         | 020    |

## Männer Junioren

### Weltcup-Übersicht
| Datum              | Austragungsort     | Disziplin                           | Sieger                                              | Zweiter                              | Dritter                                   |
| ------------------ | ------------------ | ----------------------------------- | --------------------------------------------------- | ------------------------------------ | ----------------------------------------- |
| 18. Juni 2010      | Markkleeberg       | 9,85 km Freistil Prolog             | Sondre Turvoll Fossli                               | Mats Rudin Resaland                  | Anton Lindblad                            |
| 19. Juni 2010      | Markkleeberg       | 165 m Sprint Freistil               | Folco Edoardo Pizzutto                              | Florian Havemeyer                    | Sondre Turvoll Fossli                     |
| 20. Juni 2010      | Markkleeberg       | 29,25 km Verfolgung Freistil        | Sondre Turvoll Fossli                               | Mats Rudin Resaland                  | Anton Lindblad                            |
| 24. Juni 2010      | Cesana San Sicario | 6 km Freistil Prolog                | Wettkampf abgesagt                                  | Wettkampf abgesagt                   | Wettkampf abgesagt                        |
| 25. Juni 2010      | Sestriere          | 11,5 km Verfolgung klassisch        | Wettkampf abgesagt                                  | Wettkampf abgesagt                   | Wettkampf abgesagt                        |
| 26. Juni 2010      | Turin              | 0,1 km Sprint Freistil              | Wettkampf abgesagt                                  | Wettkampf abgesagt                   | Wettkampf abgesagt                        |
| 27. Juni 2010      | Sestriere          | 4 × 2 km Team Sprint Freistil       | Wettkampf abgesagt                                  | Wettkampf abgesagt                   | Wettkampf abgesagt                        |
| 23. Juli 2010      | Schwarzwald        | 6,8 km Berglauf klassisch           | Anton Lindblad                                      | Andrea Gola                          | Petrică Hogiu                             |
| 24. Juli 2010      | Schwarzwald        | 0,2 km Sprint Freistil              | Sondre Turvoll Fossli                               | Folco Edoardo Pizzutto               | Emanuele Becchis                          |
| 25. Juli 2010      | Schwarzwald        | 11,3 km Berglauf Freistil           | Petrică Hogiu                                       | Mats Rudin Resaland                  | Marcus Johansson                          |
| 11. August 2010    | Aure/Kristiansund  | 24 km Freistil Massenstart          | Sondre Turvoll Fossli                               | Anton Lindblad                       | Marcus Johansson                          |
| 13. August 2010    | Kristiansund       | 2 × 2 2 km Team Sprint Freistil     | Norwegen IMats Rudin Resaland Sondre Turvoll Fossli | Norwegen IIJørgen Grinna Simen Lanes | Schweden IMarcus Johansson Anton Lindblad |
| 14. August 2010    | Aure/Kristiansund  | 0,2 km Sprint Freistil              | Folco Edoardo Pizzutto                              | Sondre Turvoll Fossli                | Felix Hoem                                |
| 4. September 2010  | Oroslavje          | 7 km Freistil Prolog                | Edi Dadić                                           | Amar Garibovic                       | Jurica Veverec                            |
| 10. September 2010 | Prato Nevoso       | 11,3 km klassisch 1                 | Petrică Hogiu                                       | Mats Rudin Resaland                  | Stefano Paganessi                         |
| 11. September 2010 | Cuneo              | 19,6 km Freistil Massenstart        | Baptiste Noel                                       | Sondre Turvoll Fossli                | Romain Claudon                            |
| 12. September 2010 | Chiusa di Pesio    | 200 m Sprint Freistil               | Folco Edoardo Pizzutto                              | Sondre Turvoll Fossli                | Florian Havemeyer                         |
| 25. September 2010 | Thessaloniki       | 10 km Berglauf Freistil Massenstart | Petrică Hogiu                                       | Mats Rudin Resaland                  | Stefano Paganessi                         |
| 26. September 2010 | Thessaloniki       | 200 m Sprint Freistil               | Folco Edoardo Pizzutto                              | Sondre Turvoll Fossli                | Anton Lindblad                            |

### Wertungen
| Rang | Name                        | Punkte |
| ---- | --------------------------- | ------ |
| 01.  | Sondre Turvoll Fossli       | 856    |
| 02.  | Anton Lindblad              | 627    |
| 03.  | Mats Rudin Resaland         | 547    |
| 04.  | Folco Pizzutto              | 539    |
| 05.  | Petrică Hogiu               | 406    |
| 06.  | Stefano Zampieri            | 366    |
| 07.  | Paolo Maccagnan             | 361    |
| 08.  | Andrea Gola                 | 353    |
| 09.  | Emanuele Becchis            | 307    |
| 10.  | Florian Havemeyer           | 305    |
| 11.  | Stefano Paganessi           | 285    |
| 12.  | Marcus Johansson            | 233    |
| 13.  | Baptiste Noel               | 209    |
| 14.  | Maximilian Grummt           | 191    |
| 15.  | Christian-Alexander Schmidt | 184    |
| 16.  | Sten Kaiser                 | 175    |
| 17.  | Romain Claudon              | 144    |
| 18.  | Ertan Altin                 | 130    |
| 19.  | Felix Hoem                  | 105    |
| 20.  | Andrei Melikow              | 098    |

| Rang | Name                       | Punkte |
| ---- | -------------------------- | ------ |
| 21.  | Marco Longon               | 087    |
| 22.  | Simen Lanes                | 081    |
| 23.  | Kenny Assan                | 080    |
| 24.  | Dmitri Nikels              | 076    |
| 25.  | Sergej Mikajeljan          | 072    |
| 26.  | Hallvard Wiig              | 070    |
| 27.  | oergen Thorud Grinna       | 069    |
| 28.  | Mariusz Dziadkowiec-Michon | 064    |
|      | Azat Poyres Tas            | 064    |
| 30.  | Endre Fossli               | 058    |
|      | Niki Hrovatin              | 058    |
| 32.  | Phillip Ficker             | 047    |
| 33.  | Dimitris Kyriazis          | 046    |
| 34.  | Jewgeni Bogdanow           | 045    |
| 35.  | Christian Lorenzi          | 042    |
|      | Alexander Tjurin           | 042    |
|      | Bastian Wiedemeier         | 042    |
| 38.  | Erkan Orhan                | 039    |
| 39.  | Jacopo Giardina            | 038    |
|      | Boris Zyzurin              | 038    |

| Rang | Name                   | Punkte |
| ---- | ---------------------- | ------ |
| 41.  | Mattia Gheno           | 034    |
|      | Athanasios Nestoras    | 034    |
| 43.  | Jan Claudi             | 033    |
|      | Marco Mosele           | 033    |
|      | Stayros Mytilios       | 033    |
|      | Mehmet Acar            | 033    |
|      | Pashalis Stakinos      | 033    |
| 48.  | Nicola Iona            | 032    |
| 49.  | Georgios Mpoumpas      | 030    |
| 50.  | Klemen Kralj           | 020    |
|      | Marios Ntelias         | 020    |
| 52.  | Ioannis Nimpitis       | 015    |
| 53.  | Georgios Papasis       | 012    |
| 54.  | Apostolos Aggelis      | 011    |
| 55.  | Christodoulos Gyrousis | 010    |
| 56.  | Michalis Panagios      | 008    |
| 57.  | Georgios Kourtis       | 007    |
| 58.  | Nikolaos Makis         | 006    |

## Damen Junioren

### Weltcup-Übersicht
| Datum              | Austragungsort     | Disziplin                           | Sieger                                         | Zweiter                                 | Dritter                                 |
| ------------------ | ------------------ | ----------------------------------- | ---------------------------------------------- | --------------------------------------- | --------------------------------------- |
| 18. Juni 2010      | Markkleeberg       | 9,85 km Freistil Prolog             | Cynthia Wiegand                                | Lada Strukowa                           | Angelica Tagliati                       |
| 19. Juni 2010      | Markkleeberg       | 165 m Sprint Freistil               | Angelica Tagliati                              | Julia Köckritz                          | Cynthia Wiegand                         |
| 20. Juni 2010      | Markkleeberg       | 29,25 km Verfolgung Freistil        | Cynthia Wiegand                                | Lada Strukowa                           | Kira Claudi                             |
| 24. Juni 2010      | Cesana San Sicario | 6 km Freistil Prolog                | Wettkampf abgesagt                             | Wettkampf abgesagt                      | Wettkampf abgesagt                      |
| 25. Juni 2010      | Sestriere          | 11,5 km Verfolgung klassisch        | Wettkampf abgesagt                             | Wettkampf abgesagt                      | Wettkampf abgesagt                      |
| 26. Juni 2010      | Turin              | 0,1 km Sprint Freistil              | Wettkampf abgesagt                             | Wettkampf abgesagt                      | Wettkampf abgesagt                      |
| 27. Juni 2010      | Sestriere          | 4 × 2 km Team Sprint Freistil       | Wettkampf abgesagt                             | Wettkampf abgesagt                      | Wettkampf abgesagt                      |
| 23. Juli 2010      | Schwarzwald        | 6,8 km Berglauf klassisch           | Lada Strukowa                                  | Anna Maccagnan                          | Giulia Malagoni                         |
| 24. Juli 2010      | Schwarzwald        | 0,2 km Sprint Freistil              | Kira Claudi                                    | Elisa Fulcheri                          | Julija Balabina                         |
| 25. Juli 2010      | Schwarzwald        | 11,3 km Berglauf Freistil           | Urszula Letocha                                | Lada Strukowa                           | Mirabela Surdu                          |
| 11. August 2010    | Aure/Kristiansund  | 24 km Freistil Massenstart          | Barbro Kvaale                                  | Renate Tjetland                         | Anikken Gjerde Alnæs                    |
| 13. August 2010    | Kristiansund       | 2 × 2 2 km Team Sprint Freistil     | Norwegen IRenate Tjetland Anikken Gjerde Alnæs | Norwegen IIPia Sofie Måbø Karoline Næss | Deutschland IKira Claudi Julia Köckritz |
| 14. August 2010    | Aure/Kristiansund  | 0,2 km Sprint Freistil              | Barbro Kvaale                                  | Julia Köckritz                          | Elisa Fulcheri                          |
| 4. September 2010  | Oroslavje          | 7 km Freistil Prolog                | Tanja Karišik                                  | Viviana Papic                           | Nina Gecan                              |
| 10. September 2010 | Prato Nevoso       | 11,3 km klassisch 1                 | Giulia Malagoni                                | Anikken Gjerde Alnæs                    | Timeea Sara                             |
| 11. September 2010 | Cuneo              | 14,6 km Freistil Massenstart        | Lisa Bolzan                                    | Kira Claudi                             | Anikken Gjerde Alnæs                    |
| 12. September 2010 | Chiusa di Pesio    | 200 m Sprint Freistil               | Nina Gecan                                     | Lisa Bolzan                             | Lada Strukowa                           |
| 25. September 2010 | Thessaloniki       | 10 km Berglauf Freistil Massenstart | Timeea Sara                                    | Mirabela Surdu                          | Eugenio Bianchi                         |
| 26. September 2010 | Thessaloniki       | 200 m Sprint Freistil               | Lisa Bolzan                                    | Elisa Fulcheri                          | Kira Claudi                             |

### Wertungen
| Rang | Name                 | Punkte |
| ---- | -------------------- | ------ |
| 01.  | Kira Claudi          | 613    |
| 02.  | Lada Strukowa        | 566    |
| 03.  | Lisa Bolzan          | 547    |
| 04.  | Angelica Tagliati    | 531    |
| 05.  | Elisa Fulcheri       | 482    |
| 06.  | Anna Maccagnan       | 411    |
| 07.  | Julija Balabina      | 402    |
| 08.  | Anikken Gjerde Alnæs | 285    |
| 09.  | Tina Willert         | 281    |
| 10.  | Mirabella Surdu      | 269    |
| 11.  | Giulia Malagoni      | 220    |
| 12.  | Urszula Letocha      | 217    |

| Rang | Name               | Punkte |
| ---- | ------------------ | ------ |
| 13.  | Julia Köckritz     | 214    |
| 14.  | Timea Sara         | 204    |
| 15.  | Barbro Kvaale      | 200    |
| 16.  | Cynthia Wiegand    | 160    |
| 17.  | Aline Arnould      | 151    |
| 18.  | Nina Broznic       | 145    |
| 19.  | Karolina Mrowca    | 124    |
| 20.  | Renate Tjetland    | 116    |
| 21.  | Arianna Lorenzini  | 112    |
| 22.  | Warwara Prochorowa | 095    |
| 23.  | Anna Bolzan        | 076    |
| 24.  | Karoline Næss      | 068    |

| Rang | Name                 | Punkte |
| ---- | -------------------- | ------ |
| 25.  | Marianna Rivero      | 067    |
| 26.  | Claudia Gheno        | 056    |
| 27.  | Sabrina Wiegand      | 052    |
| 28.  | Pia Sophie Maaboe    | 050    |
| 29.  | Ine Loevlien         | 048    |
| 30.  | Viktoria Pistopoulou | 032    |
| 31.  | Maria Boumpa         | 029    |
| 32.  | Chrysoula Tousia     | 024    |
| 33.  | Maria Danou          | 022    |
| 34.  | Efthimia Toupou      | 020    |
| 35.  | Natalja Melnikowa    | 016    |
|      | Eleni Kalatzopoulou  | 016    |

## Nationenwertung
Die Nationen-Cup-Wertung setzt sich zusammen aus den Wertungen Männer, Damen, Männer Junioren und Damen Junioren.
| Rang | Name        | Punkte |
| ---- | ----------- | ------ |
| 01.  | Italien     | 6668   |
| 02.  | Norwegen    | 5495   |
| 03.  | Russland    | 4351   |
| 04.  | Deutschland | 3675   |
| 05.  | Schweden    | 3077   |
| 06.  | Rumänien    | 2088   |
| 07.  | Frankreich  | 0903   |
| 08.  | Türkei      | 0507   |

| Rang | Name         | Punkte |
| ---- | ------------ | ------ |
| 09.  | Polen        | 0450   |
| 10.  | Griechenland | 0348   |
| 11.  | Slowenien    | 0261   |
| 12.  | Kroatien     | 0145   |
| 13.  | Spanien      | 0100   |
| 14.  | Armenien     | 0072   |
|      | Tschechien   | 0072   |
| 16.  | Argentinien  | 0010   |